# Карл Ґрюн
Карл Теодор Фердинанд Ґрюн (нім. Karl Theodor Ferdinand Grün, псевдонім Ернст фон дер Гайде нім. Ernst von der Haide; 30 вересня 1817 — 18 лютого 1887) — німецький журналіст, філософ, політичний теоретик і соціалістичний політик. Він відіграв помітну роль у радикальних політичних рухах, що призвели до революції 1848 року, та був учасником революції. Він був соратником Генріха Гейне, Людвіга Фейєрбаха, П'єра-Жозефа Прудона, Карла Маркса, Михайла Бакуніна та інших радикальних політичних діячів доби.
Попри те, що сьогодні він менш відомий, Ґрюн був важливою фігурою у доберезневий період, молодогегелівській філософії та демократичних й соціалістичних рухах у Німеччині дев'ятнадцятого століття. Бувши об'єктом критики Маркса, Грюн відіграв певну роль у розвитку раннього марксизму. Своїм філософським впливом на Прудона він вплинув на розвиток французької соціалістичної теорії.